# Сулиоти
Сулиоти је била етничка група у Грчкој албанског порекла тј. албанска племенска заједница у области Сули у Епиру од 16. века до почетка 19. века, који су се својим учешћем у грчком рату за независност поистоветили са грчком нацијом.
Ова етничка групација је настала из албанских породица и родова који су се у касном средњем веку населили у висоравни Теспротије и основали аутономну конфедерацију која је доминирала великим бројем суседних села у планинским областима Епира, где су се годинама успешно одупирали османској власти. На врхунцу своје моћи, у другој половини 18. века, процењује се да је конфедерација Сулиота бројала до 4.500 становника. Након револуције, мигрирали су у нову независну Грчку и населили се у њој и асимиловали се у грчки народ. Сулиоти су били следбеници Васељенске Цариградске Патријаршије. Говорили су сулијским дијалектом албанског и научили грчки кроз интеракцију са онима који говоре грчки. Познати су по својој војној способности, отпору локалном владару Али-паши, а касније и по доприносу грчкој ствари у револуционарном рату против Османског царства под вођама као што су Маркос Боцарис и Кицос Цавелас. Први историјски извештај о побуњеничким активностима у Сулију датира из 1685. Током 18. века, Сулиоти су проширили своју територију утицаја. Чим је Али-паша постао локални османски владар 1789. одмах је покренуо узастопне експедиције против ове етничке групе. Међутим, бројчана надмоћ његових трупа није била довољна. Опсада против Сулиолита је појачана од 1800. и децембра 1803. Сулиоти су закључили примирје и пристали да напусте своју домовину. Већина њих је прогнана на Јонска острва и са избијањем грчког рата за независност били су међу првим заједницама које су се наоружавале против Османлија. Након успешне борбе за независност, населили су се у деловима новоосноване грчке државе и асимиловали се у грчку нацију, при чему су многи достигли високе положаје у грчкој влади, укључујући и ону премијера. Припадници дијаспоре учествовали су у националним борбама за инкорпорацију Сулиота Грчкој, као што су побуна 1854. и Балкански ратови (1912–1913) са османском влашћу која је окончана 1913.

## Постојбина
Сулиоти (грчки: Σουλιωτες; албански: Suljotë) су добили име по насељу Сули, које се налази на врху брда у модерној Теспротији, Грчка. Сули је постепено постао назив читавог региона где се налазе четири главна насеља Сулиота (Сули, Аварико, Киафа, Самонива). Сули као регион није посведочен ни у једном извору пре 18. века. Франсоа Пукуевиле, француски путописац, историчар и конзул у Јањини, и други у његовој ери, имали су теорију да је ово подручје била древна постојбина Селоа, старогрчког племена које је насељавало регион у антици. Ова хипотеза је подстакнута и предложена у контексту успона романтизма у Европи и идеолошког повратка у античку прошлост. Таква гледишта су била слабо прихваћена у историографији и већ су одбачена већ када је Христофорос Пераивос објавио дело Историја Сулија (1815).
Порекло топонима Сулиота је и даље питање. Христофорос Пераивос је име приписао једном османском званичнику у региону који је погинуо у бици против Сулиота, који је дао своје име овом насељу у коме је живела ово етничка група. У савременој историографији, ова теорија се сматра митом који је осмишљен да повеже име Сулија са наративом о борби његових становника против османских званичника. Историјски гледано, ово гледиште је одбачено јер би имплицирало да Сулиоти нису имали назив за своје главно село и регион пре убиства једног османског званичника. Такође се мислило да је Пераивос сам измислио овај мит. Крајем 19. века се појавило веровање да Сули потиче од једног од најранијих вођа албанских кланова који су се настанили у овој области и дали му своје име, као што је била навика у племенским насељима. Историчар Фурикис је одбацио порекло топонима из личног имена и предложио да он једноставно потиче од албанске речи сул (планински врх) која се као географски топоним налази у другим областима где су се насељавали средњовековни албански родови. Може се тумачити и као 'стражарска станица', 'видиковац' или 'планински врх'. Фурикисов став је најчешће прихваћена теорија у савременој историографији. Грк Псимоули сматра етимолошке аспекте у теорији Фурикиса прихватљивим, али одбацује гледиште да је топоним Сули произашао из геоморфологије региона, јер ниједно од четири насеља није постављено на врх планине или је неки видиковац, већ је на надморској висини од не више од 600 м. Аутор напомиње да иако планински врхови који окружују Сули имају албанске топониме, ниједан од њих није заправо назван сул од стране кланова који су се ту населили. Отуда Псимоули предлаже да се „Сули“ или „Сиули“ односи на лично име – прво име родоначелника албанске имигрантске групе која се тамо настанила – као што се десило у другим насељима.
Језгро Сулиoтa чинила су четири села (грч. Τετραχωρι), а то су: Сули (такође познат као Какосули), Аварико (такође познат као Наварико), Киафа и Самонива. Временом се конфедерација проширила и укључила још седам села (грчки: Επταχωρι). Потоњи је постао спољни одбрамбени прстен у случају напада. Обе групе села су се такође заједнички називале Сули. На врхунцу своје моћи, 1800. године, вође народа су процениле да њихова заједница броји око 20.000 становника. Васо Псимоули процењује укупну популацију од око 4.500 за сва села. Од тога, процењује се да је у „ептахорима” живело до 1.250, међу којима је 500 наоружаних, организованих у 18 кланова, док је осталих 3.250, у 31 клану, живело у „тетрахорима” и обезбеђивало око 1200 наоружаних људи. Неколико околних села, која су постала део конфедерације Сулиота, били су познати као Парасули. Они су се могли придружити Сулиотима у оружаним операцијама, али нису имали представника у влади конфедерација Сулиота. У случају да су показали разлику у ратовању, добили су дозволу да се населе у селима где је већински живели Сулиоти и уживали су иста права и дужности као и они.

## Историја
Већина научника се слаже да су се први становници Сулиота населили средином 16. века као групе пастира. Најранији становници су дошли из јужне Албаније и равница Теспротије. Васо Псимоули сматра да је Сули изабран за место сталног насељавања од стране једне од две албанске имигрантске сточарске популације које су стигле у ово подручје организоване у велике сродничке групе средином 14. века, у време после смрти Стефана Душана и демографско опадање грчког аграрног становништва услед куге. Једна албанска имигрантска група, група Мазреку, могла је да стигне у област са севера преко Вагенетије (обални појас између Јонског мора и планине Пинд), док је друга са југа преко Рогоје (тврђава код Превезе). Аутори који су путовали овим регионом крајем 18. и почетком 19. века тврде да је почетно језгро кланова који су формирали Сулиоте постепено расло и ширило се у другим насељима. Према Џорџу Финлеју, ова популација се повећала од других имигрантских кланова који су им се придружили. Савремени извори тврде да је постепено насељавање породица и племена различитог порекла у Сули мало вероватно, због недостатка извора који сведоче о напуштању села у 17. веку, као и због ограничене способности пашњака Сулија да одржавају стоку, и самим тим се хране, и затвореном карактеру племенске организације, која није отворена за масовно прихватање других етничких група. Становништво се налазило у унутрашњости Теспротије и већи део 16. века остало је подаље од куге и војних догађаја који су погодили приобални Епир. Ово је била ера демографског пораста за ову област. Кланови су били пастирске заједнице. Демографски притисак, услови животне средине и недостатак пашњака постепено су стварали друштвене услове, што је навело многе кланове да се упусте у пљачку и рације на друге кланове Сулиота и првенствено на суседне, равничарске сељачке заједнице као средство за борбу против недостатка средстава за живот. У 18. веку, повремена употреба пљачки као средства за живот постала је институционализована активност кланова који су систематски нападали сељаке у равници. Цена оружја у 17. веку је опала што је знатно олакшало набавку оружја, а природни одбрамбени положај кланова Сулиота у њиховим насељима на брдима отежавао је непосредну интервенцију османских власти.

### Друштво
Сулиоти су били организовани у патрилинеарне кланове које су на албанском звали фаре. Чланство у фари одлучивало се искључиво по патрилинеалности. Сваку фару су формирали потомци заједничког родоначелника чије је лично име постало кланско име целе фаре. Предводио га је један вођа клана који је био његов представник, иако је ова пракса била под сталним упитом јер вођа можда није била прихватљив од стране свих чланова фара. Сваки клан је даље подељен на братства. Као такав, временом је имао тенденцију да се грана у нове кланове који су се формирали како је првобитни растао и више није могао да одржава своју кохезију као једна јединица под једним вођом. Припадници фара су уживали привилегије насељавања у одређеним селима и имали су право да заједнички користе одређена природна добра (извори, пашњаци) која су јој била додељена. Сви поглавари кланова окупили су се у генералној скупштини коју је Ламброс Куцоникас записао на грчком као Πλεκεσια, што је термин који се може повезати са албанским саветом стараца. Ово је деловало као највиша политичка структура друштва Сулиота која је била одговорна за решавање спорова, формулисање племенских закона, арбитражу између кланова у спору и спровођење одлука савета против чланова заједнице. То је био простор где су различити фари сулиотског друштва преговарали једни са другима о свом положају у друштву. Сабор је одржан у отвореном дворишту поред цркве Светог Ђорђа у Сулију. Одлуке нису биле записане, већ су договорене усменим заклетвом бесе на коју су се обавезали сви поглавари кланова. Концепт бесе је био основа за споразуме не само унутар друштва Сулиота, већ је функционисао као основа за све споразуме које је клан склапао са странцима, укључујући непријатељске снаге у време рата. Како је сваки клан деловао аутономно од опште скупштине својих вођа, могли су да потпишу споразуме са другим клановима који су били у супротности са споразумима које је заједница Сулиота потписала и то је био чест узрок трвења међу клановима ове етничке групе.
Детаљан опис кланова Сулиота се први пут појављује од стране историчара Пераивоса. Према његовим белешкама, крајем 18. века у селу Сули живело је 450 породица које су припадале 26 родова. У Киафи је било 90 породица где је било четири клана. У Аварику пет породица које су припадале трима родовима а у Самониви 50 породица које су припадале трима родовима. Као становништво, нови кланови су основани од постојећих и формирали су становништво седам села око језгра Сулија. Постојала је неформална хијерархија међу клановима у другој половини 18. века која је била одређена борбеном моћи сваке фаре и њеном величином. Клан Боцарис је био један од најстаријих и најмоћнијих у сва четири села у језгру Сулија. Георгиос Боцарис је 1789. године тврдио да његов клан може да изнесе 1.000 људи против Али-паше, а затим следе кланови Цавелас и Зервас, од којих сваки може да изведе 300 људи и други мањи кланови са по 100 људи. Ђорђе Боцарис се представљао као „најпоштованији појединац међу Сулиотима“, а његов син Димитрис је представљао свог оца као вођу Сулиота, а себе као комесара Албанаца. У овом периоду сулиотске историје, друштвено раслојавање међу клановима је створило окружење које је довело до тога да се слабији кланови удружују око јачих и да их представљају. Међутим, улога старешине била је да заустави такву диференцијацију и одржи односе једнакости у заједници. Све до пада Сулија 1803. године, заједница никада није прихватила да има једног вођу из једног клана, а чак и у време рата сваки клан је бирао свог вођу из својих редова. Тако је племенска организација остала она која је сачувала колективну аутономију сваког клана до његовог краја. Друштвена стратификација је изражена од друге половине 18. века у друштвеним праксама Сулиота, али никада није институционализована.
Сулиоти су носили капе са црвеним лобањама, вунене капуте, везене јакне, гримизне шубаре, папуче са шиљастим врховима и беле килтове.
| Име на албанском језику | Име на грчком језику | Локација       |
| ----------------------- | -------------------- | -------------- |
| Boçari                  | Botsaris             | Сули           |
| Xhavella                | Tzavellas            | Сули           |
| Kuçonika                | Koutsonikas          | Сули           |
| Dhrako                  | Drakos               | Сули           |
| Danglli                 | Danglis              | Сули, Самонива |
| Buca                    | Boutzias             | Сули           |
| Sheho                   | Seos                 | Сули           |
| Zharba                  | Zarbas               | Сули           |
| Vello                   | Velios               | Сули           |
| Kallojeri               | Kalogeros            | Сули           |
| Thanasi                 | Thanasis             | Сули           |
| Kashkari                | Kaskaris             | Сули           |
| Dora                    | Toras                | Сули           |
| Vaso                    | Vasos                | Сули           |
| Papajani                | Papagiannis          | Сули           |
| Todi                    | Todis                | Сули           |
| Shahini                 | Sachinis             | Сули           |
| Manxho                  | Mantzos              | Сули           |
| Pallama                 | Palamas              | Сули           |
| Buzbu                   | Bousbos              | Сули           |
| Mati                    | Matis                | Сули           |
| Zerva                   | Zervas               | Киафа          |
| Nika                    | Nikas                | Киафа          |
| Foto                    | Fotos                | Киафа          |
| Pandaziu                | Pandazis             | Киафа          |
| Sallatari               | Salataris            | Аварико        |
| Bufi                    | Boufis               | Аварико        |
| Xhori                   | Tzoris               | Аварико        |
| Beka                    | Bekas                | Самонива       |
| Hërra                   | Iras                 | Самонива       |

Крвна освета је била једна од основних друштвених пракси у друштву Сулиота. Оно је регулисало односе између кланова, друштвену хијерархију Сулија и приписивање обичајне правде у случајевима кршења кланске имовине. Крвна освета је идеолошки била повезана са концептима части што је била колективна особина читавог клана. Распрострањеност крвне освете у друштву Сулиота је наглашена у архитектури: све куће су у суштини биле утврђене куле које су биле постављене на стратешке положаје који су могли да се бране од напада који су започињали са других утврђених кула а чак су и цркве имале утврђења.

### Привреда
Средином шеснаестог века, Сули је уписан у османски порески регистар као село насељено са 244 пореска обвезника, које се налази у хришћанској нахији Аи-Донат, која је део истоимене каза санџака Делвина. Међутим, на пореском списку из 1613. године, Сули је једно од насеља у којима су неки порески обвезници плаћали османске порезе resm-i çift и resm-i bennak, порезе које су плаћали муслимански поданици, придошлице или преобраћеници у ислам. Сулиоти су били поданици спахије, који је имао степен јурисдикције у Сулију, представљао их је, како се сведочи у документу из 1794. године, и убирао је мали износ пореза. Укључивање Сулиота у тимариотски систем кроз плаћање пореза потврдило је њихов правни статус, гарантовало им представљање преко спахије и омогућило наставак њихове контроле и богаћења кроз активности као што су разбојништво и пружање заштите потчињеном становништву. Историчар Пераивос бележи да је „спахија из Солија“, Бећир бег, био настањен у Јањини и да је једном сваке године одлазио у Сули да узме сакупљени порез.
Архиве о порезима показују да је привреда Сулиота била заснована на сточарству због егзистенције али се због малог броја расположивих пашњака никада није довољно повећало богатство да би постало извор комерцијалних активности. Спахије из Сулија оствариле су мали профит од свог положаја. Изгледа да ту није живео ниједан османски званичник или тимариотски држалац. Ово се вероватно догодило не због непријатељства народа, већ због проширене праксе османских званичника од 17. века да не живе на територијама који су им додељени, већ у најближем великом урбаном насељу. Сви архивски извори показују да је сулиотска заједница током свог постојања редовно плаћала порезе и у пословању се придржавала османских економских закона и као таква била заступљена у османском систему, али није била интегрално укључена у њега због свог удаљеног положаја и недостатка природне ресурси нису довели до било каквог османског присуства унутар Сулија.

### Језик
Сулиоти су говорили албански, будући да су потомци албанске пасторалне групе која се населила на том подручју, док су, због њихове комуникације и размене са претежно грчким говорним становништвом околних области и значаја њиховог економског и војног присуства током 18. века, почео да се користи и грчки. За друштвену употребу сваког језика, Вилијам Мартин Лик пише да су „мушкарци из Сулија код куће говорили албански и сви мушкарци су могли да говоре грчки јер су им били суседи, док су многе жене такође могле да говоре грчки“. За кретања Сулиота у 18. веку, грчки православни епископ Серафим Бизантиос напомиње да „како Сулиоти говоре албански, већина села Лака говори албански, али им грчки није непознат“. Докази о језику Сулиота извучени су из ромско (грчко)-албанског речника који су 1809. године углавном саставили Маркос Боцарис и чланови његове породице. Албанска варијанта у тексту показује лексички утицај грчког, турског и других језика. Од 1494 албанске речи речника, 361 су позајмљене речи из грчког, 187 из турског, 21 из италијанског и две из других језика. Уноси на албанском одговарају 1701 грчком уносу. Многи записи се односе на религију и црквену организацију. За Јохаласа, који је уредио и објавио речник, упркос утицају грчког на албански у записима, очигледно је да Боцарису, и члановима његове породице који су му помагали, недостају структурално знање грчког и да су били веома неискусни у писању. Он такође примећује да су албанске фразе синтаксиране као да су грчке. Слично непознавање грчке граматике, синтаксе и правописа примећено је за све малобројне писане документе Сулиота. Роберт Елси је приметио да су 1.484 албанске лексеме „важне за наше знање о сада изумрлом сулиотском дијалекту албанског језика“. Почетком двадесетог века међу потомцима Сулиота у Краљевини Грчкој, постојао је пример да су Сулиоти и даље течно говорили албански, и да је поручник Димитриос (Такис) Боцарис, директни потомак породице Маркоса Боцариса.
Преписке Сулиота са хришћанским и муслиманским вођама биле су или написане на грчком или преведене са грчког. Грчки се обично користио у Османском Епиру за писање не само између хришћана (укључујући и Сулиоте), већ чак и између муслимана који говоре албански језик који су запошљавали грчке секретаре као што је, на пример, случај са преписком између Чам бегова и Али-паше. Писани извештај о језику који је користио ован народ је дневник Фотоса Цавеласа, који је током његовог заточеништва саставио Али-паша (1792–1793). Овај дневник је написао сам Ф. Цавелас на једноставном грчком са неколико правописних и интерпункцијских грешака. Емануел Протопсалтес, бивши професор модерне грчке историје на Универзитету у Атини, који је објавио и проучавао дијалект овог дневника, закључио је да су Сулиоти говорници грчког језика пореклом из области Ђирокастра или Химара. Εмануел Протопсалтис је тврдио на основу свог читања текстова да је национално осећање и основна етничка и језичка компонента Сулија више грчки него албански.

### Односи са Османским царством
Први историјски извештај о анти-османским активностима у Сулију датира из османско-млетачког рата 1684–89. Конкретно 1685. године, Сулиоти су се заједно са становницима Химаре побунили и збацили локалне османске власти. Овај устанак је био кратког даха због реакције локалних османских бегова, ага и паша. Историчар Пераивос је на основу усмених прича које је прикупио рекао да се први напад на Сули од стране османских власти догодио 1721. Архивски извори показују да се напад догодио вероватније у 1731-33. и да није имала Сулиоте као специфичну мету. Почетком 18. века муслимански бегови Маргаритија (насеље) и Сулија промовисали су млетачке интересе у одређеним областима Епира. У том контексту, убијен је Арматоли (етничка група у Албанији) из Превезе познат под именом Трибукис који је подржавао француске интересе. У исто време, бегови Маргаритија покренули су поход чак на југ до Акарнаније. Сулиоти који су такође промовисали венецијанске циљеве, било заједно или независно од османских бегова, покренули су сопствене пљачкашке нападе. Локалне османске власти окупиле су 10.000 војника под Асланзаде Хаџи Мехмет пашом који су напали све који су се бавили пљачком и уништавањем Маргаритија. Сам Сули није нападнут у овом нападу.
Други напади у истој ери укључују Дост Бега, команданта Делвина и Махмуда Агу. Током 1721–1772 Сулиоти су успели да одбију укупно шест војних османских експедиција. Као резултат тога, проширили су своју територију на рачун османских господара. Сулиоти су учествовали у Орловој побуни која је избила око 1770. године против Османског царства, уз помоћ Русије. Многи од њих су се придружили руској флоти. Њихова побуна била је повезана са дејствима руских агената у Епиру, која је трајала до руско-турског рата (1787–1792). Руски агент Лудовикос или Луиђи Сотири (лекар са Лефкаде) дошао је у Сули вероватно 1771. године, носећи писмо Алексеја Григоријевича Орлова, оружје и муницију и подстицао народ на устанак. Турци, који су се информисали о кретању Сулиота, у марту 1772. године послали су против њих војску од 5.000 муслиманских Албанаца, који су били поражени, а њихов вођа Сулејман је заробљен. Непријатељства су трајала до средине 1772. године. Према другом извору, Сулиоте је напало 9.000 људи под Сулејманом Цапаријем. Курт-паша је 1775. године послао војну трупу у Сули која је на крају побегла. Током руско-турског рата (1768–74), становници Сулија, као и других заједница у Епиру, били су мобилисани за још један грчки устанак који је постао познат као Орлова побуна. Године 1785. Бекир-паша је предводио још један неуспешан напад на њих. У марту 1789, током руско-турског рата (1787–1792), поглавице Сулија: Георгиос и Димитриос Боцарис, Ламброс Цавелас, Николаос и Христос Зервас, Ламброс Куцоникас, Христос Фотомарас и Демос Дракос, договорили су се са представником Русије Грком Сотијом Луизијом да су спремни да се боре са 2.200 људи против румелијских муслимана. То је било у време када је Али-паша постао локални османски господар Јањине. Историчар Пераивос наглашава да се до краја 18. века централно насеље Сули повећало на 26 кланова са укупно 450 породица. Грчки сељаци који су се бавили земљорадњом у земљама које су Сулиоти поседовали, разликовали су се по имену села у коме су живели. Кланске, класне и територијалне ознаке имале су велики значај поред религије.
Чим је Али-паша постао локални османски владар, одмах је покренуо експедицију против Сулиoта. Међутим, бројчана надмоћ његових трупа није била довољна и доживео је понижавајући пораз. Али је био приморан да потпише уговор, и према његовим условима морао је да исплати плате вођама племена. С друге стране, као део истог споразума држао је петоро деце из угледних породица Сулиота као таоце. Али-паша је покренуо узастопне пролећно-летње походе 1789. и 1790. Браниоци Сулија су успели да одбију нападе. Упркос завршетку руско-турског рата, Али-паша је био опседнут да заузме овај центар отпора. Стога се радовао спровођењу индиректних и дугорочних стратегија пошто се бројчана супериорност његових трупа показала неадекватном. У јулу 1792. Али је послао војску од око 8.000–10.000 војника против Сулиота. У почетку је успела да потисне 1.300 бранилаца Сулија у унутрашњи део насеља и привремено је заузела главно насеље у региону. Међутим, након успешног контранапада, османске албанске јединице су разбијене са 2.500 убијених. С друге стране, Сулиоти су претрпели минималне губитке, али је Ламброс Цавелас, један од њихових главних вођа, смртно рањен. Напад 1792. завршио се победом Сулиота и у преговорима је клан Боцарис успео да га Али-паша призна као законитог представника Сулиота и Ђорђа Боцариса као оног који ће спроводити услове мира међу племенима Сулиота.
Током наредних седам година Али-паша је предузео припреме да се освети за пораз. У међувремену, опседао је градове на јонској обали под контролом Француске. Нарочито две од њих, Превеза и Парга, биле су виталне за Сулиота за снабдевање стоком и муницијом. Историчар Пераивос бележи да је, у настојању да прикупи све приходе свих великих поседа у тој области како би повећао своју политичку моћ, Али покушао да од Бекир бега, спахије из Сулија, купи тимариотска права у Сулију и суочавајући се са својим тврдоглавим одбијања, убио га.
Приликом пада Превезе крајем 1798. Али-паша је митом успео да обезбеди неутралност Сулиота. Највећи од кланова Сулиота који је преговарао и на крају сарађивао са Али-пашом и интегрисао се у локалну османску хијерархију био је клан Боцарис. Пераивос  је један од савремених историчара који је забележио сарадњу Боцариса са Али-пашом од пролећа 1800. Пераивос приписује ову промену „лудилу похлепе” Ђорђа Боцариса (деде Маркоса Боцариса) кога назива „ плаћеним издајником“. Као и сви други кланови, Боцариси су пре свега радили за интересе свог сопственог клана и настојали да побољшају богатство и политички положај свог клана, стога се став Ђорђа Боцариса и свих вођа Сулиота тумачи у овом оквиру. За клан Боцариса, од 1799. године када је Али-паша преузео контролу над селима која су претходно била под сфером утицаја клана Боцарис, интеграција у османски систем је била једина одржива политичка опција. Године 1800. Ђорђе Боцарис је добио велику суму и положај а клан Боцарис је напустио Сули и настанио се у Вургарели. Ово је био први пут да је клан неког од племена Сулиота постао део османског политичког система. Одлазак клана Боцарис ослабио је Сули јер су они били значајан део његове снаге. У јуну–јулу 1800. Али је покренуо нову кампању са 11.500 војника. Када овај директни напад није успео, Али је прибегао дугорочним мерама да покори заједницу. Да би изоловао седам главних села од осталих насеља, као и Парге и Превезе, Али је наредио изградњу утврђења куле око Сулија. Две године Сулиоти су били у стању да преживе ово опкољавање кријумчарењем залиха из Парге и из оближње Парамитије и Маргаритија. Ипак, недостатак хране и залиха узимао је данак. У априлу 1802. Сулиоти су добили храну, оружје и муницију од француске дивизије стациониране у Парги. Ова интервенција Француза понудила је Алију изговор за нову експедицију против њих уз подршку ага и бегова из Епира и јужне Албаније.

### Пад Сулија
Године 1803. положај Сулиота постао је очајан, јер је артиљерија и глад исцрпљивали њихове редове. С друге стране, браниоци у Сули су послали делегације у Руско царство, Републику Седам острва и Француску ради хитне помоћи, али безуспешно. Како је ситуација постала очајнија у лето исте године, Алијеве трупе су започеле нападе на седам села у језгру Сулија. У међувремену, Британци су се окренули Османском царству како би ојачали своје снаге против Наполеона, а снабдевање оружјем и муницијом је прекинуто. Без подршке споља и уморни од година опсаде, јединство кланова Сулиота почело је да се цепа. Због тога су се двојица поглавица, Атанасиос Куцоникас и Пилиос Гусис, повукли из одбране. Међутим, остали у Сулију су се окупили у православној цркви Светог Ђорђа и одлучили или да се боре или да погину. Преостали Сулиоти нису бројали више од 2.000 наоружаних људи. Главни лидери били су Фотос Цавелас, Димос Дракос, Тусас Зервас, Куцоникас, Гогас Даглис, Гианакис Сехос, Фотомарас, Цаварас, Вејкос, Паноу, Зигурис Диамадис и Георгиос Бусбос. Добили су све одлучујуће битке. Без хране и муниције, били су принуђени да се повуку у тврђаве Киафа и Куги, где су изгубили последњу битку 7. децембра 1803. године. Након тога, Сулиоти су закључили примирје са Вели-пашом, Алијевим сином и командантом похода. Сматрајући да је њихова одбрана дугорочно неодржива, они су 12. децембра договорили споразум који их је обавезао да напусте своју домовину. Дозвољено им је да оду са оружјем, ратним потрепштинама, намирницама и свим осталим што су желели да понесу.
Када су последња сулиотска племена отишла, монах Самуило је са 5 Сулиота остао у утврђеном манастиру Свете Параскеве у Куги, да би предао ратне залихе намесницима Велија паше, Алијевог сина, али је барут експлодирао приликом предаје. Према Пераивосу, Самуел се, разјарен због увреде једног од Велијевих заменика, запалио одлучивши се за смрт уместо за предају, док је према Алипасијади и „сећању“ исписаном на фресци у цркви Селијани, ово заправо била акција Фотоса Цавеласа, у складу са Алијевим наређењима. Османске албанске трупе су прекршиле овај споразум и напале групе Сулиота. У једном случају група жена нападнута је и њих 22 заточене одлучило је да се убије скоком са литице заједно са својом децом уместо да се предају. Овај догађај је познат као Плес Залонга. Други Сулиоти су стигли до Парге, која је у то време била под руском контролом. Ту су се или скрасили или су кренули на Јонска острва.

### Изгнанство
Након предаје Сулија, кланови су изабрали различите путеве, али су многи на крају навели да се преселе на Јонска острва и у јужну Грчку. Кицос Боцарис који је наследио свог оца постао је мета. Боцарис је окупио свој клан и 1.200 Сулиота који су се повукли у Аграфу. Јануара 1804. напала их је Али-пашина војска под Бећир-бегом уз подршку локалних вођа: Зикоса Михоса, Цимаса Алексиса и Пулиса. Сулиоти су били под опсадом 3 месеца на територији манастира Успења Богородице. У последњој бици, 7. априла, већина Сулиота је убијена, а од оних који су преживели многи су узети као таоци. Око 80 је побегло из ове битке. Али-паша је у исто време објавио ферман који је циљао на прогоњени клан Боцарис. Кицос Боцарис и његова породица са још неколико људи успели су да побегну у Паргу и касније се настанили на Јонским острвима. Вратио се у јањински пашалук 1813. године када му је Али-паша поново дао дозволу али чим се вратио убио га је Гогос Баколас. Многи Сулиоти су ступили у службу код Руса на Крфу, где су постали важна компонента „грчке легије“. Ово је био пук нерегуларних јединица који су Руси организовали међу избеглицама са копна; није укључивао само Сулиоте, већ и Химариоте, Маниоте и друге грчке клефте и арматолоје. Формирање ове јединице предузео је руски пуковник грчког порекла Емануил Пападопулос. Њену организацију је изложио Пападопулос у летку на грчком под насловом „Објашњења о оснивању легије Епиро-Сулиота и Химаро-Пелопонежана у служби Његовог Царског Величанства Александра I...“. Препознао је да су Сулиоти и остали већ природно обучени у нерегуларној тактици и да нису морали да се прилагоде западњачкој регуларној тактици. Ова јединица је на крају добила назив „Легија лаких стрелаца“. Сулиоти су учествовали у походима на Напуљ 1805. године, Тенедос 1806. године, Далмацију 1806. године и током одбране Лефкаде 1807. године. 
Тилзитским уговором 1807. и детантом између Русије и Француске, руске снаге су се повукле са Јонских острва и Французи су их окупирали. Сулиоти и друге компоненте руских јединица ушле су у службу код Француза у разним јединицама, јединице које нису имале своју каснију етничку конотацију, већ су уместо тога имале термине који су описивали опште порекло војника или начин борбе. Пуковник Минот, командант пука, постављао је за капетане батаљона углавном вође кланова Сулиот акоји су уживали поштовање међу војницима. Међу њима су били: Туса Зервас, Ђорђе Дракос, Гиотис Данглис, Панос Сукос, Настулис Паномарас, Кицос Паласкас, Кицос Паскос, Фотос Цавелас, Веицос Зервас.
Током англо-француске борбе око Јонских острва између 1810. и 1814. године, Сулиоти у француској служби суочили су се са другим избеглицама које су Британци организовали у грчки лаки пешадијски пук. Пошто су Сулиоти углавном били у гарнизону на Крфу, који је остао под француском контролом до 1814. године, врло мало њих је ступило у британску службу. Британци су распустили остатке пука Сулиота 1815. и потом распустили своја два грчка лака пука. Ово је оставило многе од Сулиота и друге војне избеглице без средстава за живот. Године 1817. група ветерана руске службе на Јонским острвима отпутовала је у Русију да види да ли могу да добију патенте за рад и запослење у руској војсци.

### Грчки рат за независност
У јулу 1820. султан је издао хатишериф против Али-паше од Јањине проглашавајући га одметником и касније позвао хришћане и муслимане које је Али прогонио да помогну султановим трупама обећавајући повратак њихове имовине и села. Како су у лето 1820. и султан и Али тражили војну помоћ од Сулиота, Јоанис Каподистријас, Грк који је био министар иностраних послова Русије, који је посетио свој родни Крф 1819. и био забринут због невоље племена Сулиота, те их је охрабривао да искористе ову прилику како би се вратили у своју домовину. Крфски Сулиоти су одмах поднели захтев Исмаил-паши, вођи султанове војске, и придружили се његовим снагама заједно са Маркосом Боцарисом и другим Сулиотима који су се распршили кроз Епир. Пошто је Исмаил-паша, такође познат као Пашобеј, привремено, у страху од повратка Сулиота у своје упориште, одлучили су, четири месеца касније, у новембру 1820, да промене кампове и започели тајне преговоре са својим старим непријатељем Алијем пашом. Делимично захваљујући Алијевом позиву на њихово заједничко албанско порекло, али углавном након што им је понудио да се врате на своју земљу, Сулиоти су се у децембру сложили да га подрже да укине султанову опсаду Јањине у замену за њихово пресељење у Сули. Дана 12. децембра, Сулиоти су ослободили област Сули, како од муслиманских Албанаца, које је Али-паша претходно поставио као насељенике, тако и од муслиманских Чам Албанаца, савезника Пашобеја. Заузели су и тврђаву Киафа. Устанак Сулиота, међу првима који су се побунили против султана, као и остали грчки изгнаници на Јонским острвима, инспирисао је револуционарни дух међу осталим грчким заједницама. Убрзо су им се придружиле додатне грчке заједнице (арматоли и клефти). Касније, јануара 1821. године, чак су и муслимански Албанци верни Али-паши потписали савез са њима и 3.000 хришћанских војника се борило против султана у Епиру. Сулиотска борба је у почетку имала локални карактер али је разумевање Сулиота и муслиманских Албанаца са Али-пашом било у складу са плановима Александроса Ипсилантиса за припрему грчке револуције. Грчки револуционари су хтели да продуже Алијеву опсаду како би задржали султанову војску у Епиру, али су Сулиоти сматрали да је укидање опсаде предуслов да обезбеде своју контролу над Сулијем и под војним вођством Маркоса Боцариса покушали су да контролишу пут који води од Арте до Јањине да прекине снабдевање султанове војске. Кристофор Пераивос, кога је Ипсилантис послао у Епир, са циљем да повеже Алијеву и Сулиотову борбу са циљевима грчке револуције, предложио је напад на приморске утврде Превеза и Парга, али су Маркос Боцарис и муслимански Албанци осујетили његове планове, оперисали су источно од Сулија и након што су заузели низ положаја, успели су да прекину слање залиха из Арте и контролишу већи део Епира, увелико унапредујући циљеве тајног друштва Хетерије.
У наставку сарадње током лета, Сулиоти, муслимански албански бегови и грчки арматоли из Акарнаније потписали су у септембру тројни савез да помогну Алију, али и против њега ако он постане довољно моћан да се окрене против једног од њих. У октобру је изасланик по инструкцијама Александра Маврокордатоса, Грка фанариота који је био у Мисолонгију од јула, тражио и успео да убеди све три стране да признају централну администрацију грчких револуционара која се формирала у Мисолонгију у замену за помоћ. У новембру су послали своје представнике у скупштину која је утврдила уставну повељу за Западну континенталну Грчку и извршили заједнички напад на град Арту, који су заузели и опљачкали, изазвавши контранапад Хуршид-паше, новог султановог врховног команданта у Јањини. Након информација о масакрима локалних муслимана на Пелопонезу након почетка грчких побуна и након што су били сведоци антимуслиманских акција у Мисолонгију, муслиманске албанске аге су уочили верски карактер и различите циљеве грчке револуције и обавестили о Алијевим малим изгледима за успех, они су напустили Сулиоте и Алија и придружили се Османлијама, прихватајући предлоге Албанца Омера Врионија, делегата Хуршид-паше, које су хришћани Сулиоти, уверени у своју везу са револуционарима, одбили. Удаљени од својих дотадашњих албанских савезника, Сулиоти су се окренули влади побуњене Грчке, којој су послали опуномоћеника, Фотоса Бомпориса, човека рођеног у Превези из породице пореклом из Химаре, да их представља у Првој националној скупштини у Епидаурусу, првом законодавном телу привремене грчке владе која се састала у децембру 1821. и јануару 1822. године, издајући декларацију о независности грчке нације. Покушавајући да повеже Сулиоте у револуцији, Маврокордатос, сада изабран за председника Извршне власти, именовао је Нотиса Боцариса за министра рата, позицију коју је одбио, одлучивши да настави да буде поглавица у угроженом Сулију, али је његов нећак Маркос остао у побуњеној Грчкој желећи да подржи рад револуционара против Хуршид паше. Након што је Хуршид заробио Алија и дао му одрубити главу у јануару 1822, одлучио је да скрене пажњу на побуњенике у Сулију и опседао насеље. У мају 1822. очајнички отпор 2.000 бранилаца Сулија успело је да одбије војску од 15.000 војника, коју је предводио Хуршид-паша, коју су чинили углавном Албанци, који су тајно помагали Сулиотима. Да би обезбедио западну Централну Грчку, своју политичку базу, од султанових снага, Маврокордатос је одобрио предлог Маркоса Боцариса и Сулиота за војну кампању против Арте као диверзију за помоћ Сулију и лично преузео њено вођство, али су грчке снаге наишле на пораз у бици код Пете у јулу. Уз годишње приходе које је Боцарис имао, то је било недовољно за набавку хране и муниције и без спољне помоћи, гладујући изоловани у својим планинама, били су приморани да траже британско посредовање, потписали су предају Сулија султановим снагама у јулу и напустили су своје земље по други и последњи пут у септембру, наоружани и носећи своју покретну имовину, упутивши се ка Јонским острвима.
Маркос Боцарис је одлучио да остане у Акарнанији и развио је пријатељство са Маврокордатосом, који је на сличан начин био укаљан неуспехом и коме је требало локално упориште па је постао шеф политичке фракције (касније познате као Енглеска партија) у западној Грчкој и обично обилазио подручја покушавајући да одврати локално становништво да се покори марширајућој османској војсци под Решим Мехмед пашом. По Маврокордатосовом наређењу, након потчињавања већине наоружаних поглавица из Западне Румелије Османлијама, Боцарис је унапређен у генерала и успешно преузео команду над одбраном Мисолонгија током његове прве опсаде крајем 1822. године. У међувремену, Сулиоти, неспособни да обезбеде себи бољи живот нудећи оружану службу на Јонским острвима, покушали су да мигрирају на грчко копно и Боцарис, који је желео да формира војну јединицу лојалну себи како би потврдио свој положај, координирао је њихово окупљање у Мисолонги, недалеко од њихове домовине, под окриљем Маврокордата, коме је била потребна најамничка војска да би стекао политичку и војну моћ у западној Грчкој против локалних Арматола.
Почетком 1823. западна Централна Грчка била је оптерећена сукобима међу коџобашама, наоружаним поглавицама Арматола и Маврокордатом, који су настојали да унапреде оне који су му лојални. Када се клан Цавелас, који, према примарним изворима, „није могао да поднесе славу Маркоса Боцариса“, преселио у западну Грчку са Јонских острва, покушали су да се групишу са његовим противницима. Пошто су били сиромашни и без прихода, на крају их је уговарао Маврокордатос, који им је наредио да ратују и пљачкају провинцију Аграфа која је била под контролом Георгија Караискакиса. Након што су опљачкали Аграфу, клан Цавелас се придружио Караискакису и напустио Маврокордатоса како је он означио Маркоса Боцариса „генералом Западне Грчке“. Ова два клана су имала веома дубоко непријатељство један према другом, тако да су током целог рата подржавали супротстављене фракције и одбијали да се боре под истом командом. У настојању да се ослободе напетости и свакодневне сукобе између вођа наоружаних група, сви они, укључујући и новопридошле, уздигнути су у генералске положаје, што је навело Маркоса да у знак протеста поцепа сведочанство о свом чину. У августу су се снаге Сулиота од 1.200 људи сусреле са 5.000 османске војске Мустафа-паше од Скадра у Карпениси и Боцарис, који је предводио 350 Сулиота, покушали су ноћни изненадни напад на логор муслиманских Албанаца, који су идентичног оружја и говорили су истим језиком, али је, делујући сам и, супротно плану, остављен да се бори без подршке других наоружаних поглавица, убијен метком у главу. Боцарисова смрт је одмах изазвала разне похвале у Грчкој због његове војне вештине и његове разборитости, проглашен је „достојним славних грчких предака“, његов подвиг су популаризовали комитети широм Европе и постао је легендарна личност, уврштен међу грчке националне хероје.
Децембра 1823, филохеленски лорд Бајрон је стигао у Мисолонги, те је формирао оружану групу од 500 Сулиота, које је привукао новац Бајрона. Групе вођа племена Сулиота нису се састојале само од ове етничке групе јер су, да би повећали свој утицај, дозволили својим групама да укључе борце из Румелија, који су тражили веће приходе, али је, по налогу владе, Бајрон фаворизовао ангажовање правих Сулиота. За разлику од бораца у групама румелиотских наоружаних поглавица, за које су се разне провинције Румелија издржавале, живот Сулиота, као и њихових породица на Јонским острвима, зависио је искључиво од прихода које су примали за своје наоружане услуге револуционарне администрације, као што је био генерално случај са борцима из северне Грчке, усмеравајући тако људе ка сталној, неприкладној потражњи за новцем. Концентрација многих породица Сулиота у Мисолонгију била је извор забринутости за локално становништво. Оружани сукоби међу њима били су чести јер су Сулиоти пљачкали, па чак и преузимали делове кућа мештана за своје породице, док су хеленизам представљали привилегијом коју су уживали искључиво они сами, а друге хришћане у граду су грдили као рају. Мештани су одбили да снабдевају Сулиоте храном, и другим потрепштинама због лоших односа између њих и веза са локалним снагама. Бесан због невоља које су изазвали, Бајрон је запретио да ће напустити град, ако Сулиоти тамо остану, исплати им део доспелих прихода, прихватајући захтев угледника и распустио их је, ангажујући уместо њих борце из разних крајева. Сулиоти су се преселили у Анатолико и након Бајронове смрти, неколико дана касније, у априлу 1824. године, унајмили су их други капетани, напуштајући западну Централну Грчку.
Током овог периода, Сулиоти су се интегрисали у нову реалност, дефинисану њиховом инкорпорацијом у националне, политичке и војне циљеве Грчке револуције и њихове хеленизације, док су одржавали своју организацију у систем кланова. Упркос њиховој немогућности да се уједине под истом командом, због антагонизма кланова који је одредио њихово приступање супротстављеним оружаним групама или политичким фракцијама, Сулиоти су остали искусни и страшни ратници које је грчка администрација унајмила на високој платној скали. Учествовали су у свим биткама вођеним против Ибрахим-паше и послани су у опкољени Мисолонгију. Након неуспеха грчке морнарице да разбије опсаду и донесе залихе, браниоци града, све више уједињени искуством дуготрајне опсаде, одбацили су срамне услове које су им понудили непријатељи, Османлије, који су несвесни револуционарног карактера рата, замолио их је да предају своје оружје, једино средство за живот, а многи Сулиоти су погинули током борбе у априлу 1826. године. Многи Сулиоти, укључујући истакнуте официре важних кланова, такође су погинули у бици код Аналатоса 1827. године. Обраћајући се Трећем националном савету привремене грчке владе 1827. Кицос Цавелас је истакао жртву Сулиота за заједничку отаџбину. Постепену интеграцију Сулиота у грчку националну реалност приметили су савременици.

### Насељавање у Грчкој
Групе Сулиота су се већ током рата преселиле у области које ће чинити део Грчке краљевине. После грчког рата за независност, Сулиоти нису могли да се врате у своју домовину јер је остала ван граница новоформиране грчке државе. Различите групе избеглица које су се после рата населиле у Грчкој упркос заједничком статусу избеглица имале су своје особености, интересовања и обичаје. Сулиоти су, уз људе из области Арте и остатка Епира, у многим случајевима инсистирали да буду представљени као посебна група у својим пословима са грчком државом и да задрже своје представнике. У другим случајевима су груписани заједно са осталим епиротским избеглицама као „Епиросулиоти“ или само „Епироти“. Сматрало се да Сулиоти имају „осећај супериорности“ и неки су сматрали да су арогантни јер су себе сматрали супериорним у војним пословима односно у свом учешћу у рату. Овај осећај супериорности није био усмерен само према другим групама избеглица већ и према централним властима. У таквим условима, Сулиотима је било тешко да прате централну власт и стално су били извор „реакција и побуна“. Локални извештаји из тог периода говоре да су Сулиоти били без посла и имовине, прибегавали су пљачкама локалног становништва.
Од најмање 1823. године, када су се многи од њих преселили са Јонских острва у западну Грчку, Сулиоти су тежили да се населе у Мисолонгију, Агринију, Нафпактосу. У области Агринион, Сулиоти су тражили од владе Петроса Мавромихалиса да им се додели земљиште на западу. Мештани су били против ове одлуке и ситуација се погоршала до границе грађанског рата. Тако је коначна одлука владе одложена и касније напуштена јер се сматрало да је положај рањив на османске нападе са границе. У другим областима Агрининиона, Сулиоти су се населили једноставно заузимајући без законске дозволе јавну земљу, па чак и земљишне поседе чији власници нису били тамо. Овај потез разбеснео је мештане, који су сматрали да ове земље припадају њима. Афера расподеле земље је годинама подстакла спор између оних који су названи "аутохтоним" (домаћим) Агриниотима и "хетерохтоним" (странцима), односно Сулиотима.
На Трећој националној скупштини у Трезени, Сулиоти су тражили да им се додели земља на Пелопонезу у близини Епидаура, али је и овај предлог остао одложен. Сулиоти су 24. јула 1829. поднели нови извештај у којем су тражили од владе Јоаниса Каподистријаса да пронађе земљиште њиховог насеља; да им исплати заостале плате за учешће у рату; да донесу мере за удовице и сирочад. Ове предлоге је Јоанис подржао. Од марта 1829. многи Сулиоти су се борили за заузимање Нафпактоса и њихов допринос је био велики у овој победи. Сулиоти који су се борили у овој бици веровали су да им припада најбоља земљишна имовина и зграде Нафпактоса пошто су заузели област па су их заузели и узели као своје. Било је негативних реакција мештана на њихову активност, али само у малој мери, вероватно због тога што се становништво града смањило током рата и морало се поново насељавати. У Нафпактосу су мештани били прилично пријатељски настројени према њима и подржавали су њихов захтев да у близини изграде своје насеље.
Упркос насељавању група Сулиота путем заузимања земљишних поседа ипак трајно решење за њихово пресељење није постојало 1829. године, па чак ни током раних година владавине Фридриха Тирша, савременика Каподистријаса, иако се бавио пресељењем Сулиота, Крићана и Тесалијана са подручја планине Олимп у истом подручју као и чланови њихове заједнице јер је сматрао да ће њихова насеља постати опасна подручја. Савремена историографија сматра да је то питање дуго остало нерешено због системских фактора, а не због индивидуалне предиспозиције Каподистријаса. На Петој националној скупштини у Нафплиону (крајем 1831 - почетком 1832) Сулиоте су представљали Кицос Цавелас и Јоанис Бајрактарис. После многих дебата и захтева од стране Сулиота да им се додели земљиште, делегати скупштине су се сложили да дају земљу само онима који су се борили у рату и да им се дозволи да изграде своја насеља на ограниченим имањима у Нафпактосу и Агриниону. У априлу/мају 1834, нова влада је као меру која је настојала да смири Сулиоте и мештане области у којима ће бити насеље, припремила правни акт који никада није званично објављен. Влада је прихватила њихове захтеве за спровођење одлука из 1831-32 "у мери у којој не постоје непознате препреке". Ова формулација је омогућила локалним интересним групама у овим областима да одложе стварање насеља које је на крају заустављено. Као реакцију на нову одлуку, 26. септембра 1834. године, Сулиоти из све три области (Нафпактос, Агринио, Мисолонги) су потписали петицију и изабрали Костаса Боцариса за представника да предузме све потребне мере да се њихови захтеви уваже. Ова нова иницијатива није имала успеха и извештаји из ове ере сведоче о њиховим тврдњама о великом сиромаштву породица Сулиота. Њихова петиција упућена Фридриху Тиршу наводи да су били приморани да „проду своје оружје, намештај, па чак и одећу да би добили храну“. Сулиоти су обавестили Отона да је „једина наука коју познају наука о оружју“ коју су му понудили. Петиција се завршава констатацијом да ће, уколико се не пронађе решење за њихова насеља, „бити принуђени да напусте жељену [...] Грчку, у којој су се ватрено борили, и оду у страну земљу у потрази за средствима за преживљавање „.
У Нафпактосу, где се становништво смањило током рата, пресељење Сулиота је напредовало. Обимна земљишна имања су дата ван граница утврђења града и већина њих се бавила пољопривредом. Мештани и Сулиоти су били у добрим односима и општинске власти су поднеле петицију влади да убрза процедуру за изградњу новог насеља. У Агриниону су локалне реакције против Сулиота изазвале многа одлагања. Део локалног становништва који је реаговао против њих оптужио их је да не планирају да се тамо настану мирно, већ да ће се бавити пљачкама и пљачкама над њима. Године 1836. Сулиоти су били међу групама које су учествовале у антибарбарским покретима у Грчкој и то је изазвало додатно неповерење централних власти према њима. Временом је спор између Сулиота и мештана довео до делимичне изградње насеља. Године 1854, током Кримског рата, известан број грчких војних официра пореклом из Сулија, под командом Кицоса Цавеласа, учествовао је у побуни у Епиру, захтевајући унију са Грчком. Сулиотис настањени у Атини чинили су највећи део Грка који говоре албански и који су 1898. године формирали „Арванско удружење“ (грчки: „Αρβανιτικος Συνδεσμος“), једно од два удружења која су тежила стварању албанске уједињене грчке државе или Албанске кнежевине под влашћу Грчке. До 1909. Османлије су држале војну базу на тврђави Киафа. Коначно 1913. године, током Балканских ратова, Османлије су изгубиле Епир, а јужни део региона постао је део грчке државе.
Припадници дијаспоре Сулиота који су живели у Грчкој играли су велику улогу у политици и војним пословима у 19. и 20. веку, попут Димитрија Боцариса, сина Маркоса Боцариса, и вође отпора из Другог светског рата Наполеона Зерваса.

## Идентитет
У Епиру под османском влашћу, национални идентитет није играо улогу у друштвеној класификацији локалног друштва; религија је била кључни фактор класификације локалних заједница. Православна заједница је била укључена у специфичну етно-религијску заједницу под грчко-византијском доминацијом под називом Рум милет. Његово име је изведено од византијских (римских) поданика Османског царства, али су сви православни хришћани сматрани припадницима истог милета упркос њиховој етничкој припадности и језику. Према овоме, муслиманске заједнице у Епиру су сврстане у Турке, док су православне (Рум) сврстане у Грке. У османском Епиру током ове ере није било националне свести и припадности. Хришћанска вера Сулиота је својевремено постала кључни елемент који их је разликовао од оближњих Чама и навео их да се повежу са суседним грчким становништвом и окупе око њега. У осамнаестом веку заједничке особине у њиховом изгледу, као што су обријано чело и слепоочнице, њихова социјална структура, заједнички обичаји и активности као што су разбојништво и рат, појачале су осећај припадности истој заједници заснованој на једном месту и постепено су изазвале клановске идентитете да се трансформише се у свест одређене моралне и културне заједнице везане за њено пребивалиште, при чему се Сулиоти разликују од околног становништва грчког и албанског говорног подручја. На почетку грчког рата за независност хришћански албански Сулиоти још увек нису били упознати са идејама национализма и нису себе видели као део водеће „грчке армије“, чак су у писму руском цару изјавили да немају ништа заједничко. са осталим Грцима, осећајући се ближим албанским муслиманима. Током грчког рата за независност, они су се у потпуности идентификовали са грчким националним циљем.
Међу западноевропским путницима и ауторима који су путовали овим регионом током деветнаестог века, они су описали Сулиоте на различите начине, док се већина њих заснивала на тврдњама које су чули или читали, а не на доказима заснованим на истраживању, у зависности од њихових водича, без икаквог познавања грчког и албанског језика и који су вероватно погрешно разумели културну и политичку реалност региона. Године 1813. Хобхаус је изјавио да су Сулиоти „сви грчки хришћани и говоре грчки“ и да су више личили на „албанског ратника него на грчког трговца“. Француски историчар Клод Форијел описао је Сулиоте 1814. године као „мешавину Грка и албанских хришћана“ који су првобитно били избеглице које су се населиле у планинама Сулија. У деветнаестом веку, етнички и географски термини Албанац и Албанија често су коришћени да се инкорпорирају људи тог подручја и јужног Епира, који је сада део Грчке.
Током раног деветнаестог века изгнанства на Крфу, становништво Сулиота је обично било регистровано у званичним документима Крфа као Албанеси или Сулиоти и као Арванити у каталозима за странце и у документу о разводу од стране супруге Маркоса Боцариса. Према грчком историчару Крфа Спиросу Кацаросу, он наводи да је крфско православно становништво које је говорило грчки током периода 1804–14. гледало на Сулиоте као на „албанске избеглице... које треба да уче грчки“. Док је К.Д. Карамоуцос, крфски историчар сулиотског порекла, оспорава ово наводећи да су Сулиоти били мешано грчко-албанско становништво или елиноарванити. Хеленска морнаричка академија каже да је на сулиотском ратном барјаку који су користили Тоусиас Боцарис и Кицос Цавелас пре и током рата за независност Грчке био натпис „потомци Пира“, старогрчког владара Епира. Грчки историчар Васо Псимули наводи да су Сулиоти били албанског порекла, пошто су се први пут населили у Епиру у 14. веку и да су код куће говорили албански иако нису били изоловани од својих суседа Грка.
За грчке ауторе и историчаре, питање етничке припадности и порекла у вези са Сулиотима је спорно и постоје различити ставови о томе да ли су били Албанци, Грци који говоре албански или комбинација хеленизованих хришћанских Албанаца и Грка који су се населили у северној Грчкој. Питање порекла и етничке припадности Сулиота је данас веома живо и контроверзно питање у Грчкој. Страни историчари су подједнако подељени.
Термин Арванитис се користио за описивање говорника албанског без обзира на њихову верску припадност. Према Николопулуу, због њихове идентификације са Грчком, и њихови противници муслимански Албанци су их сматрали Грцима. Али-паша је, с друге стране, успоставио савез са Сулиотима 1820. позивајући се на заједничко етничко албанско порекло Сулиота и његових муслиманских албанских снага. Религиозно, Сулиоти су увек били чланови хришћанског стада епископије Парамитије и припадали су Константинопољској цркви, делу веће Грчке православне цркве. Каснија грчка званична политика од средине деветнаестог века до средине двадесетог века заузела је сличан став: тај говор није био одлучујући фактор за успостављање грчког националног идентитета. Као таква, доминантна идеологија у Грчкој сматрана је грчким водећим личностима грчке државе и прикривала је везе неких православних људи, као што је овде случај Сулиота са албанским. Традиционална историографија 19. и 20. века која се бави Сулијем и Сулиотима селективно се фокусирала на њихове сукобе из касног осамнаестог века са османским званичницима, игноришући прошлост друштва Сулиота, дајући искривљену слику односа са њиховом околином и представљајући њихове војне вештине као расно обележје. Грчки историчар Константин Папаригопоулос (1815–1891) изјавио је да су Сулиоти били „мешавина Грка и хеленизованих Албанаца“ док је „албанско племе учврстило најплеменитији борбени дух Грка, а Грк је у Албанцима инспирисао најплеменитија осећања љубави према својој земљи, љубави према учењу и владавини права“.

## Култура и уметност
Слика Сулиота у уметности и књижевности је распострањена. Понекад су били приказани као удаљени од европске културе, егзотични и једноставни планинари, како их је у оријентализованим прототиповима предлагао лорд Бајрон, а касније и разни британски песници који су остали под утицајем првих. У делима фихелениста, Сулиоти и њихово место су често представљани према најчешћем књижевном клишеу 19. века: романтизованом и сентиментализованом. Обим радова о Сулиотима био је усмерен на Грчку револуцију, али није био ограничен само на њу. Као такав, овако конципиран фихеленистички дискурс укључује сваку врсту културне делатности: књижевност и писање било које врсте, визуелне уметности, дизајн (декорације и предмети за домаћинство), музику, позориште, спектакле и организоване догађаје. Романтична слика дивљих, егзотичних Сулиота коју је Бајрон описао у другом певању своје наративне песме Чајлд Харолдово ходочашће (1812) утицала је посебно на западњачку слику Сулиота, док је грчка традиција била у извесној мери отпорна на бајроновске трендове. Бајронизам је такође створио посебну нит у енглеској традицији замишљања Сулија, док је друга била избијање Грчке револуције. Као резултат Бајроновог поетског преобликовања Албаније као „дивљег“ пејзажа у Ходочашћу Чајлда Харолда, путописи с почетка 19. века бележе низ представа о Сулиотима, већ познатим као непобедиви ратници. Једна од најупечатљивијих слика био је акварел, креација британског архитекте Чарлса Роберта Кокерела, који је 1820. године уграђен у књигу Томаса Смарта Хјуза. Овај приказ наоружаних планинара у жестоком пејзажу, који обухвата њихове ратничке квалитете, масовно је репродукован у 19. веку, симболизујући оријенталистичко схватање романтизма херојског.

## Наслеђе
У побуни 1866–1869 на Криту и холокаусту Аркадија, грчки војсковођа Панос Коронајос је изјавио одлучност критских побуњеника рекавши да „Сулиоти поново живи у Аркадију“.
Током окупације Грчке Осовине (1941—1944), женска вођа отпора, Лела Карагиани, назвала је своју организацију "жене Залонга", а њене чланице "данашњим Сулиоткињама".